# ابجدية مصدر
في الترميز Coding والتشفير Encryption تسمى مجموعة الرموز , المراد ترميزها أو تشفيرها، والتي تمثل مجال التطبيق المستخدم لربط هذه الرموز بعلاقة مع صورها بعد الترميز أو التشفير, بأبجدية المصدر Source code.
مثال : تطبيق Mapping
{\displaystyle C=\{\,a\mapsto 0,b\mapsto 01,c\mapsto 011\,\}}
هو ترميز، الابجدية المصدر له، هي المجموعة {\displaystyle \{a,b,c\}} .و الأبجدية الهدف له، هي المجموعة {\displaystyle \{0,1\}}. بتوسيع الترميز، السلسلة المرمزة 0011001011 يمكن تجميعها في كلمات مشفرة على شكل 0 011 0 01 011, وهذه بدورها يمكن فك ترميزها لتسلسل رموز المصدر acabc.
باستخدام مصطلحات نظرية اللغات الشكلية Formal language theory، يكون التعريف الرياضي الدقيق لهذا المفهوم هو كما يأتي:
لتكن S وT مجموعتين محدودتين، تدعيان المصدر والهدف alphabets, على التوالي. الترميز Code {\displaystyle C:\,S\to T^{*}} هو Total function تطبيق تام, كل عنصر في المجال له على الأقل صورة في المجال المقابل Codomain. متتابعة من الرموز على T. 

مثال للدالة التامة غير المتباينة.

دالة تباينية وشمولية في آن واحد (دالة تقابلية)

ويشار إلى توسيع M إلى دالة متقابلة "Homomorphism" من {\displaystyle S^{*}} إلى {\displaystyle T^{*}} التي تقوم بتعيين كل متتابعة من رموز المصدر إلى متتابعة من رموز الهدف، إلى أنه توسيعها extension.